# Parafia św. Antoniego Pieczerskiego w Kuraszewie
Parafia św. Antoniego Pieczerskiego – parafia prawosławna w Kuraszewie, w dekanacie Hajnówka diecezji warszawsko-bielskiej.
Na terenie parafii funkcjonuje 1 cerkiew i 1 kaplica:
- cerkiew św. Antoniego Pieczerskiego w Kuraszewie – parafialna
- kaplica Świętych Braci Machabeuszy w Kuraszewie – filialna

## Historia

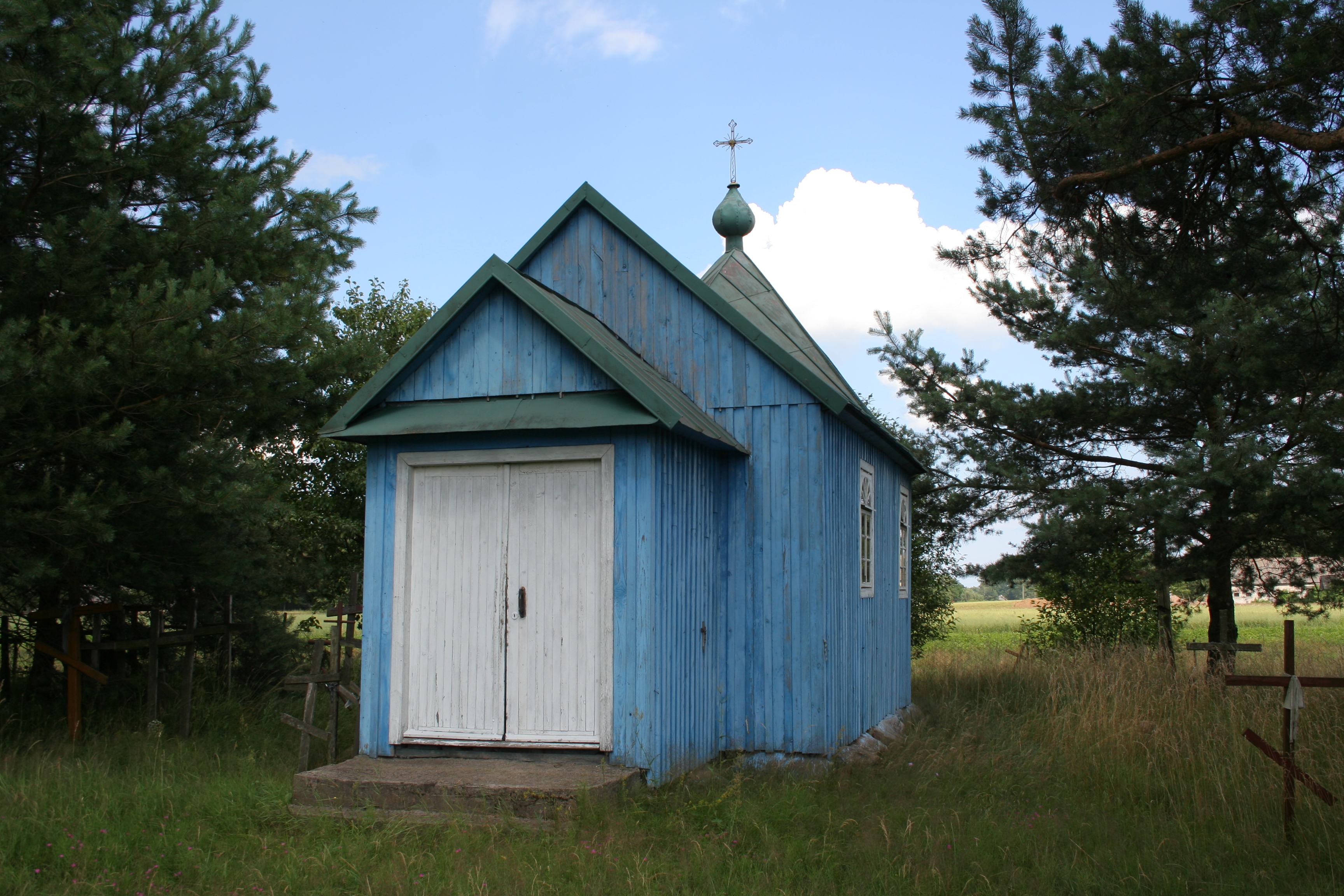
Kaplica Świętych Braci Machabeuszy na granicy Kuraszewa i Lad

Parafia powstała w 1897; funkcjonowała do czasu bieżeństwa (1915). Reaktywowana w 1928.
W latach 1935–1938 proboszczem parafii był o. Serafin (Szachmuć), kanonizowany lokalnie w 1999 przez Święty Synod Cerkwi Prawosławnej na Białorusi. Kanonizacja ogólnocerkiewna przez Sobór Biskupów Rosyjskiej Cerkwi Prawosławnej nastąpiła w 2000. Od tego czasu znany jako święty męczennik Serafin Żyrowicki.
Na początku II wojny światowej zakończyła swoją działalność placówka neounicka. W latach 40. cerkiew została wyremontowana i dobudowano dzwonnicę. Według Klirowoj Wiedomosti z 1956, parafię stanowiło 170 domów, w tym: Kuraszewo 160 domów zamieszkałych przez 899 osób i kol. Podwieżanka z Wólką – 10 domów. Ziemi cerkiewnej według rejestru geodezyjnego parafia posiada 4,45 ha w tym: cerkiew i cmentarz – 1,12 ha, siedlisko – 2,47 ha, cmentarz – 0,76 ha i kaplica – 0,11 ha.
Do parafii należą miejscowości: Kuraszewo, Leniewo, Lady, Łuszcze i Wólka.

## Proboszczowie
- 1897–1899 – ks. Lucjan Sosnowski
- 1899–1906 – ks. Mikołaj Rożkowski
- 1907 – ks. Włodzimierz Sosnowski
- 1907–1915 – ks. Jan Smirnow

W 1915 większość mieszkańców ewakuowano w głąb Rosji (tzw. bieżeństwo), a po powrocie parafię zlikwidowano, przenosząc wiernych do parafii w Czyżach. Reaktywowanie parafii w Kuraszewie nastąpiło w 1928.
- 1928–1929 – ks. Leoncjusz Aleksiejuk
- 1931–1932 – ks. Konstanty Rzecki
- 1932–1933 – o. ihumen Andronik (Matwiejew)
- 1933–1935 – o. ihumen Jan (Wiedź)
- 1935–1938 – o. ihumen Serafin (Szachmuć)
- 1938–1939 – o. ihumen Leonidas (Moroz)
- 1939–1944 – ks. Mikołaj Wincukiewicz
- 1945–1952 – ks. Piotr Miedwiediew
- 1952–1955 – ks. Łukasz Janowicz
- 1955–1962 – ks. Mikołaj Bliźniuk
- 1962–1965 – ks. Włodzimierz Cybuliński
- 1965–1968 – ks. Piotr Popławski
- 1968–1973 – ks. Jan Jakubiuk
- 1973 – ks. Eugeniusz Naumow
- 1973 – o. ihumen Serafin (Sańczyk)
- 1973–1979 – ks. Włodzimierz Szumikowski
- 26.08.1979 – 29.07.1986 – ks. Jerzy Ackiewicz
- 1986 – ks. Włodzimierz Sawczuk
- 1986–1992 – ks. Eugeniusz Zdrojewski
- 1992–1994 – ks. Teodor Wasiluk
- 1993–1996 – ks. Eugeniusz Suszcz
- 1996 – ks. Stanisław Strach
- 1996–1997 – ks. Eugeniusz Podgajecki
- 1997–2007 – ks. Mikołaj Grygoruk
- 2007–2013 – ks. Sławomir Troc
- od 2013 – ks. Piotr Kamieński